# Cerkiew Świętych Nowomęczenników Chińskich w Pekinie
Cerkiew Świętych Nowomęczenników Chińskich – nieistniejąca cerkiew prawosławna w Pekinie.
Świątynia została wzniesiona na terytorium kompleksu zabudowań rosyjskiej misji prawosławnej w Chinach w 1903 w celu upamiętnienia nowomęczenników chińskich – 222 wyznawców prawosławia zamordowanych w czasie powstania bokserów. Ich relikwie znajdowały się pod ołtarzem w cerkwi, zaś w jej sąsiedztwie znajdował się pomnik męczenników. Cerkiew była dwupoziomowa i miała pięć złoconych kopuł. W 1938 w jej dolnej części znajdowały się szczątki nowomęczenników ałapajewskich, w tym św. wielkiej księżnej Elżbiety. 
Po oficjalnym zamknięciu rosyjskiej misji, w 1957 jej obiekty przejęła ambasada ZSRR. Wszystkie położone na tym terenie obiekty sakralne uległy zniszczeniu. W 2007 na miejscu świątyni wzniesiono krzyż pamiątkowy.